# Тундра нагорий Девисова пролива

Ту́ндра наго́рий Де́висова проли́ва (англ. Davis Highlands tundra) — североамериканский экологический регион тундры, выделяемый Всемирным фондом дикой природы.

## Расположение
Экологический регион занимает горные области севера Баффиновой Земли.